# Блющевац
Блющевац (на сръбски: Бљуштевац) е село в Босна и Херцеговина, разположено в община Пале, в ентитета на Република Сръбска. Намира се на 1020 метра надморска височина. Населението му според преброяването през 2013 г. е 271 души, от тях: 269 (99,26 %) сърби и 2 (0,73 %) неопределени.

## Население
Численост на населението според преброяванията през годините:
- 1961 – 169 души
- 1971 – 173 души
- 1981 – 122 души
- 1991 – 128 души
- 2013 – 271 души